# Singer for Singer
Singer for Singer és el sisè àlbum d'estudi de la cantant japonesa Misia, i el primer àlbum conceptual, que es va editar el 8 de desembre de 2004, tan sols 10 mesos després de Mars & Roses. Va vendre'n 167.518 còpies durant la primera setmana i es va situar a la tercera posició de les llistes japoneses. Singer for Singer té col·laboracions amb Toshinobu Kubota, Fumiya Fujī, Glay, Chara, Kazufumi Miyazawa (The Boom), Eisho Higa (Begin) i Kōji Tamaki.
L'àlbum va aconseguir la certificació de platí de la RIAJ al vendre'n més de 250.000 còpies.

## Llista de cançons
| Núm. | Títol | Lletra            | Música            | Durada |
| ---- | --- | ----------------- | ----------------- | ------ |
| 1.   | «Let It Smile» ("Toyota Wish" CM song)                                                                                                | Misia             | Toshinobu Kubota  | 5:35   |
| 2.   | «Hoshizora no Katasumi de (星空の片隅で, In the Corner of the Starry Sky)» (Fuji TV drama "Minna Mukashi wa Kodomo Datta" theme song) | Fumiya Fujī       | Fumiya Fujī       | 5:39   |
| 3.   | «Fuyu no Etranger (冬のエトランジェ, Fuyu no Etoranje, Stranger of Winter)» (Movie "Umineko" theme song)                              | Takuro            | Takuro            | 4:24   |
| 4.   | «Mama Says» | Chara             | Chara             | 4:35   |
| 5.   | «Kimi Dake ga Inai Sekai (君だけがいない世界, A World Without You)»                                                                   | Kazufumi Miyazawa | Kazufumi Miyazawa | 4:01   |
| 6.   | «Birthday Cake» | Eisho Higa        | Eisho Higa        | 4:58   |
| 7.   | «Niji no Lalala (虹のラララ, Lalala of the Rainbow)»                                                                                  | Misia             | Kōji Tamaki       | 4:24   |
| 8.   | «Kaze no Nai Asa Hoshi no Nai Yoru (風のない朝 星のない夜, Windless Morning, Starless Night)»                                         | Kazufumi Miyazawa | Kazufumi Miyazawa | 5:11   |
| 9.   | «Namae no Nai Sora o Miagete (名前のない空を見上げて, Looking Up At the Nameless Sky)» (NHK serial drama "Tenka" theme song)          | Misia             | Kōji Tamaki       | 5:14   |
| 10.  | «Holy Hold Me» | Misia             | Toshinobu Kubota  | 5:40   |

## Llistes

### LlistaOriconde vendes
| Llançament      | Llista                          | Posició | Vendes debut | Vendes totals | Duració     |
| --------------- | ------------------------------- | ------- | ------------ | ------------- | ----------- |
| 8 desembre 2004 | Llista Oricon diària d'àlbums   | 3       |              |               |             |
| 8 desembre 2004 | Llista Oricon setmanal d'àlbums | 3       | 167.518      | 369.548       | 20 setmanes |
| 8 desembre 2004 | Llista Oricon mensual d'àlbums  |         |              |               |             |
| 8 desembre 2004 | Llista Oricon anual d'àlbums    | 36      |              |               |             |

### Llista de vendes físiques
| Llista                                 | Posició |
| -------------------------------------- | ------- |
| Lista Oricon diària d'àlbums           | 3       |
| Llista Oricon setmanal d'àlbums        | 3       |
| Llista Oricon mensual d'àlbums         | 3       |
| Llista Five Music J-pop/K-pop (Taiwan) | 4       |
| Llista Soundscan d'àlbums(Només CD)    | 2       |